# Cloche de l'église de Bernay-Saint-Martin
La cloche de l'église Saint-Nazaire à Bernay-Saint-Martin, une commune du département de la Charente-Maritime dans la région Nouvelle-Aquitaine en France, est une cloche de bronze datant de 1613. Elle a été inscrite monument historique au titre d'objet le 15 juin 2015. 